# 宝峰镇 (靖安县)
宝峰镇，是中华人民共和国江西省宜春市靖安县下辖的一个乡镇级行政单位。

## 行政区划
宝峰镇下辖以下地区：
周郎村、华坊村、宝田村、周坊村、宝峰村、毗炉村和周坊林场生活区。